# Спіраміцин
Спіраміцин — антибіотик з групи макролідів для перорального і внутрішньовенного застосування. Він є природним антибіотиком, що отриманий з Streptomyces ambofaciens і є першим представником 16-членних макролідів.

## Фармакологічні властивості
Спіраміцин — антибіотик, що діє бактеріостатично, порушуючи синтез білка в клітинах бактерій. Має виражений постантибіотичний ефект та імуномодулюючі властивості. Препарат має широкий спектр антибактеріальної дії. До спіраміцину чутливі такі мікроорганізми: стрептококи, метицилінчутливі стафілококи, кампілобактер, Corynebacterium diphthriae, Bordetella pertussis, Branhamella, Coxiella, Eubacterium, Porphyromonas, Actinomyces, нейсерії, хламідії, легіонелли, Ureaplasma, лептоспіра, бліда спірохета, токсоплазма, Cryptosporidium spp., Helicobacter pylori. Нечутливими до спіраміцину є метициліностійкі стафілококи, Pseudomonas, Nocardia, Enterobacteriacae (у тому числі сальмонелли, шиґели, Escherichia coli), Acinetobacter. Спіраміцин є другим антибіотиком з групи макролідів, і був уведений у клічну практику в 1954 році, за три роки після появи першого макролідного антибіотику — еритроміцину.

### Фармакодинаміка
Після внутрішньовенного введення препарату максимальна концентрація в крові досягається за годину, після прийому всередину — через 1,5-3 години. Біодоступність при пероральному прийомі значно нижча і становить від 10 до 69%,при внутрішньовенному введенні біодоступність 100%. Високі концентрації препарату виявляються в легенях, мигдаликах, пазухах носа, кістках. На 10-й день після закінчення лікування утримуються високі концентрації спіраміцину в нирках, печінці і селезінці, що пов'язано з утворенням при метаболізмі препарату в печінці активних, але хімічно не ідентифікованих метаболітів. Препарат виділяється в грудне молоко, але не проникає в спинномозкову рідину. Концентрації препарату в тканинах організму є вищими, чим у крові, у 20—30 разів. Спіраміцин, як і інші макроліди, проникає і акумулюється в фагоцитах (нейтрофілах, моноцитах, перитонеальних і альвеолярних макрофагах), концентрація в яких препарату є високою. Ці властивості пояснюють високу активність спіраміцину до внутрішньоклітинних збудників. Період напіввиведення препарату становить 5 год. при внутрішньовенній ін'єкції і 8 год.- при прийомі всередину. Виводиться препарат з організму переважно з жовчю (близько 80%), а також нирками (близько 10%).

## Показання до застосування
Спіраміцин застосовується при інфекціях, що викликані чутливими до нього збудниками, а саме: інфекції ЛОР-органів (синусити, отити, ангіни), інфекції нижніх дихальних шляхів (бронхіти і пневмонії, в тому числі викликані хламідіями, мікоплазмою і легіонеллами), інфекції шкіри (бешиха, абсцеси і флегмони), стоматологічні інфекції, інфекції сечостатевої системи (простатити, уретрити), хламідіоз, сифіліс і гонорея (при непереносимості пеніцилінів), токсоплазмоз (включно з токсоплазмозом у вагітних). Препарат застосовують для профілактики менінгококового менінгіту в осіб, що мали контакт з хворими на менінгіт, а також для профілактики рецидивного ревматизму при непереносимості пеніциліну.

## Побічна дія
При застосуванні спіраміцину можуть спостерігатись наступні побічні ефекти:
- Алергічні реакції — нечасто (~1%) кропив'янка, свербіж шкіри, висипання на шкірі; дуже рідко (0,1%) ангіоневротичний набряк, анафілактичний шок, гострий генералізований екзантематозний пустульоз.
- З боку нервової системи — у рідкісних випадках (< 0,01%) головний біль, запаморочення, транзиторна парестезія, загальна слабість.
- З боку травної системи — рідко біль у животі, нудота, блювання, діарея; у поодиноких випадках (0,01%) псевдомембранозний коліт, відхилення від норми печінкових проб, холестатична жовтяниця.
- З боку органів кровотворення — дуже рідко гострий гемоліз, васкуліт (в тому числі хвороба Шенлейн-Геноха) і тромбоцитопенія, у хворих з дефіцитом глюкозо-6-фосфат-дегідрогенази у рідкісних випадках спостерігалися випадки гемолітичної анемії.
- З боку серцево-судинної системи — дуже рідко подовження інтервалу QT на ЕКГ.
- Місцеві реакції — при внутрішньовенному введенні спостерігались поодинокі випадки флебітів та змін у місці введення.

## Протипокази
Протипоказами до введення спіраміцину є алергія до даного препарату; період годування грудьми; хворі, що належать до груп ризику збільшення інтервалу QT (спадковий анамнез, одночасний прийом хінідину, аміодарону, соталолу, бепридилу, вінкаміну, еритроміцину, нейролептиків, галофантрину, пентамідину, моксифлоксацину); виражені порушення функції печінки.

## Форми випуску
Спіраміцин випускається у вигляді таблеток по 1,5 млн і 3 млн. МО, також ліофілізату для ін'єкцій по 1,5 млн. МО; гранул для приготування суспензії для перорального застосування по 375 000, 750 000 та 1 500 000 МЕ.

## Застосування у ветеринарії
Спіраміцин застосовується у ветеринарії для лікування захворювань дихальної та травної системи у свиней, великої та дрібної рогатої худоби.

## Застосування у харчовій промисловості
Спіраміцин у харчовій промисловості зареєстрований як харчова добавка E710.